# Fredrik Wilhelm Nielsen
Fredrik Wilhelm Nielsen, född 24 april 1870 i Kristiansand, Norge, död 25 april 1951 i Adolf Fredriks församling i Stockholm, var en norsk-svensk företagsledare.
I unga år arbetade Fredrik Wilhelm Nielsen efter vederbörliga examina inom apoteksbranschen. Hans intresse för fysikens och kemins problem, i synnerhet fotografiska experiment, ledde till att han övergick till fotobranschen. Efter en tid hos J.L. Nerliens fotografiska firma i Oslo följde han 1902 med dennes broder till Sverige när denne skulle starta en fotografisk firma där. Han fick uppdraget att vara företagets direktör under de första åren. 1905 blev han svensk medborgare. 1907 var han med och grundade Nordiska Syrgasverken och var VD för detta företag fram till pensioneringen.
Fredrik Wilhelm Nielsen var först gift med Adéle Magelssen (född 1881 i Kristiania), vilken var dotter till Christen Magelssen, och fick i detta äktenskap barnen Adéle (1903–1986) och Arne (1908–1986). Efter skilsmässa gifte han sedan om sig med Elsa Johansson (1891–1927) och fick barnen Gun (1911–1973), gift med Claes Leo Lagergren, Gunnar Nielsen (1919–2009), gift med Marianne Nielsen, Ann-Mari (född 1925), gift med Åke Lindqvist, och Tuss Hyland (1927–2016), gift med Lennart Hyland.
Han är begravd på Bromma kyrkogård i Stockholm.